# Alessandro Roccati
Alessandro Roccati (Torino, 14 maggio 1941) è un archeologo ed egittologo italiano.

## Biografia
Dopo la laurea in Lettere conseguita a Roma nel 1963, ha studiato egittologia a Oxford (1964), Bonn (1965) e Parigi (1966-67).
Nel 1968-1969 prende parte alle missioni archeologiche in Egitto dell'Università di Roma, del Museo Arqueológico di Madrid e dell'Institut français d'Archéologie Orientale. Nel 1972 è assunto dalla Soprintendenza al Museo delle antichità egizie di Torino, e nel 1973 vi diviene ispettore.
Docente universitario dal 1972, ha insegnato con contratti temporanei nelle Università degli Studi di Genova, Torino e Milano, è stato chiamato come professore visitatore dall'Università di Ginevra, dall'École pratique des hautes études di Parigi e dall'Università Jagellonica di Cracovia.
Dal 1987 al 2005 è stato professore ordinario di Egittologia a Roma.
Dal 1991 ha diretto la missione archeologica in Egitto e Sudan della Sapienza - Università di Roma.
Dal 2000 è direttore della rivista scientifica on-line Archaeogate - Il portale italiano di archeologia.
Dal 2005 al 2011 è stato professore ordinario di Egittologia presso l'Università degli Studi di Torino e direttore della scuola di specializzazione in Archeologia dello stesso ateneo.
Nel 2006 è nominato Socio corrispondente e nel 2019 Socio nazionale residente dell'Accademia delle Scienze di Torino. Nel 2018 è nominato Socio corrispondente della Deputazione subalpina di storia patria.
Dal 2007 al 2011 è stato presidente dell'Istituto Italiano per la Civiltà Egizia (I.I.C.E.) e dal 2009 al 2011 è stato presidente del Comitato scientifico della Fondazione del Museo Egizio di Torino.
Dal 2011 è professore emerito di egittologia dell'Università di Torino.